# Laomedea calceolifera.
Laomedea calceolifera. är en nässeldjursart som först beskrevs av Walter Douglas Hincks 1871.  Laomedea calceolifera. ingår i släktet Laomedea och familjen Campanulariidae. Inga underarter finns listade i Catalogue of Life.